# João de Ávila
João de Ávila (em castelhano:  Juan de Ávila) foi um sacerdote, pregador, filósofo escolástico e místico espanhol que foi declarado santo e Doutor da Igreja pela Igreja Católica. Ele é chamado de "Apóstolo da Andaluzia" por seu importante ministério na região.

## Primeiros anos
Juan de Ávila nasceu em Almodóvar del Campo, na província de Cidade Real, filho de Alfonso de Ávila, descendente de conversos, e de Catalina Xixón ou Gijón, um casal rico e piedoso[a]. Aos quatorze, em 1513, foi enviado para a Universidade de Salamanca para estudar direito, mas abandonou o curso em 1517 sem se graduar.
Depois de voltar pra casa, João passou os três anos seguintes praticando sua fé de forma bastante austera. Sua santidade impressionou um frade franciscano que passava por Almodóvar e ele aconselhou que João terminasse seus estudos matriculando-se na Universidade de Alcalá de Henares (histórica). Matriculando-se em filosofia e teologia, teve a sorte de ter como professor o já famoso frade dominicano Domingo de Soto. Ávila provavelmente conseguiu completar seu bacharelado em Alcalá, mas abandonou novamente a universidade antes de completar a licenciatura.
Seus pais morreram quando ele ainda estudava e, depois de ser ordenado sacerdote na primavera de 1526, celebrou sua primeira missa na igreja onde foram enterrados. Em seguida, vendeu todas as propriedades da família e doou tudo para os pobres e, no processo de acabar com seus laços familiares, encontrou sua vocação para o trabalho missionário; tomou então a decisão de seguir para o México. Para conseguir embarcar para as recém-descobertas Índias Ocidentais, viajou para Sevilha em janeiro de 1527 acompanhado do frade dominicano Julián Gardcés, nomeado primeiro bispo de Tlaxcala (a moderna Arquidiocese de Puebla de los Angeles). Enquanto esperava, extrema devoção que demonstrava na celebração da missa e sua habilidade como catequista e pregador atraíram a atenção de Hernando de Contreras, um padre local, que mencionou-o para o arcebispo de Sevilha e inquisidor-geral, Alonso Manrique de Lara. O arcebispo viu no jovem clérigo um poderoso instrumento para atiçar novamente a fé cristã na Andaluzia e, depois de muito esforço, conseguiu persuadir João a abandonar sua viagem para a América.
É possível que João tenha passado os primeiros anos depois de 1526 numa pequena casa em Sevilha, dividindo-a com outro sacerdote (provavelmente Contreras) e ali conseguiu reunir um considerável número de discípulos que, informalmente, viviam como uma comunidade fraternal. Foi a pedido da jovem irmã de um destes discípulos, Sancha Carrillo, que João começou a escrever, em 1527, sua "Audi, filia" ("Escuta, filha"), uma obra que ele continuou expandindo e editando até morrer.

## Apóstolo da Andaluzia
O primeiro sermão de João na Andaluzia foi pregado em 22 de julho de 1529 e imediatamente estabeleceu sua reputação de grande orador. Durante seus nove anos de trabalho missionário na região, multidões lotavam as igrejas para ouvi-lo. Porém, seus insistentes pedidos por reformas e suas denúncias sobre o comportamento da aristocracia local fizeram com que ele próprio fosse denunciado à Inquisição em Sevilha em 1531 e preso no verão do ano seguinte, acusado de exagerar nos perigos da riqueza e de fechar as portas do céu aos ricos. João foi declarado inocente e solto em julho de 1533 depois de refutar as acusações.
Por volta do final de 1534 ou no início do ano seguinte, João foi incardinado na Diocese de Córdoba e passou a receber um pequeno benefício. A cidade tornou-se a base de onde ele comandava seus discípulos e de onde partia para viagens por toda a Andaluzia, pregando e fundando escolas e universidades em várias cidades, principalmente Granada, Baeza, Montilla e Zafra. Acredita-se que nesta época João teria recebido o título de mestre em teologia, provavelmente em Granada em 1538.
De especial importância foi a fundação da Universidade de Baeza, estabelecida em 1538 por uma bula papal de Paulo III, onde Ávila serviu como primeiro reitor e que tornar-se-ia o modelo para futuros seminários e para as escolas jesuítas.
João permaneceu em Granada entre 1538 e 1539 no que parece ser alguma espécie de vida comunitária. De forma similar, entre 1546 e 1555, viveu com aproximadamente vinte discípulos em Córdoba, novamente dando a impressão de que tencionava fundar algum tipo oficial de fundação para sacerdotes apostólicos. Porém, a fundação e rápida expansão da Companhia de Jesus tornou o projeto impossível de ser realizado; de 1551 em diante, quando começou a sofrer de problemas de saúde, João passou a incentivar seus discípulos a se juntarem aos jesuítas (por volta de trinta aceitaram a sugestão).
A partir deste período, João esteve constantemente enfermo e passou seus últimos anos semi-aposentado na cidade de Montilla, na província de Córdoba, onde morreu em 10 de maio de 1569. A seu pedido, foi enterrado ali mesmo, na Igreja Jesuíta da Encarnação, que atualmente serve como santuário à sua memória.

## Obras

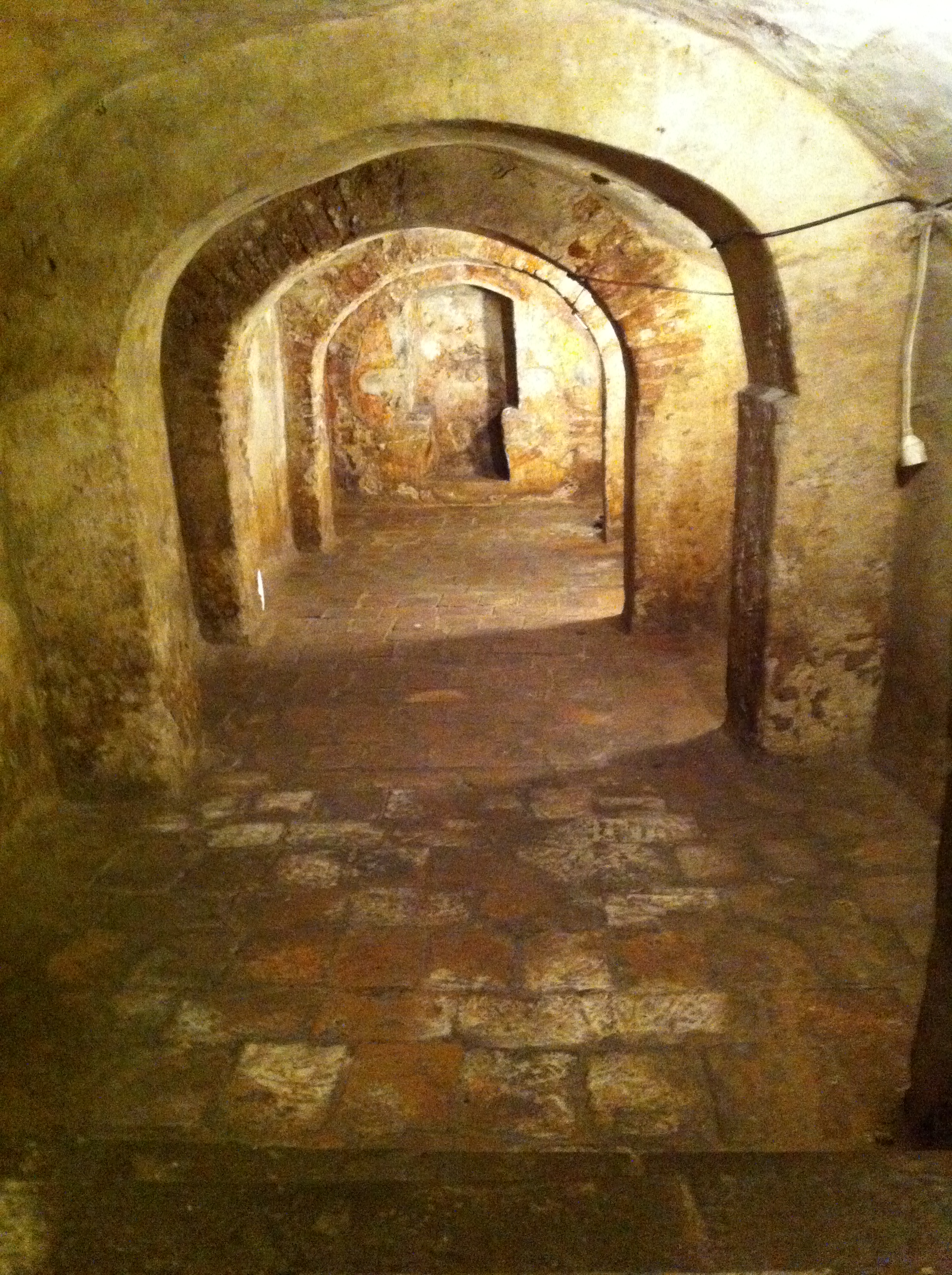
"Cueva de los penitentes", o porão da casa de São João em Almodóvar del Campo, local onde costumava meditar.

A edição crítica em espanhol de 1970 apresenta a obra de João de Ávila em seis volumes, que abrangem duas versões de sua "Audi, filia", oitenta e dois sermões e conferências espirituais, uns poucos comentários bíblicos, 257 cartas (do período de 1538 até sua morte), diversos tratados sobre as reformas do clero e outros menores. João escreveu cartas para prelados que se consultavam com ele, como Pedro Guerrero, arcebispo de Granada, e São João de Ribera e São Tomás de Vilanova, ambos arcebispos de Valência que foram depois canonizados.
Além da já citada "Audi, filia", de 1566, escreveu o "Epistolário espiritual para todos os estados" (Madri, 1578), uma diversidade de cartas ascéticas dirigidas a toda classe de pessoas, desde as mais humildes às mais elevadas, religiosas e profanas, e também para Santo Inácio de Loyola, São João de Deus, e sobretudo para as monjas de Santa Teresa de Ávila. Também compôs um livro sobre o "Santíssimo Sacramento", outro sobre "O Conhecimento de Si Mesmo" e o "Contemptus mundo nuevamente romançado" (Sevilha, 1536). Os seus famosos sermões se perderam quase todos.
Seus escritos sobre a reforma do clero se limitam aos "Memoriais", para o Concílio de Trento e escritos para o arcebispo de Granada Pedro Guerrero, e as "Advertências ao Concílio de Toledo", escritas para o bispo de Córdoba Cristóbal de Rojas, que haveria de presidir o Concílio de Toledo em 1565, reunido para aplicar os decretos tridentinos.
A sua doutrina sobre o sacerdócio foi esquematizada no "Tratado sobre o Sacerdócio", o qual subsiste apenas em parte. Outras obras suas são um "Comentário à Epístola aos Gálatas" (Córdoba, 1537), a "Doutrina Cristã" (Valência, 1554; e Messina, 1555) e as "Duas práticas para Sacerdotes" (Córdoba, 1595).
Com bastante segurança se atribui a João a autoria do soneto anônimo No me mueve, Señor, para quererte, que é uma das jóias da mística castelhana. Mesmo tendo aparecido pela primeira vez em 1628 no livro intitulado Vida del espíritu, do doutor Antonio de Rojas, o poema já circulava desde havia muito tempo antes em manuscrito. A atribuição se baseia na temática do amor a Deus sem motivos ulteriores, somente para Deus mesmo, que é encontrada amiúde em outros lugares na obra do santo:
| “ | Aquele que diz que te ama e observa os dez mandamentos de tua lei somente, ou principalmente, para que lhe dês a glória, considere-se já apartado dela | ” |
|   | — João de Ávila, Meditações devotíssimas do amor de Deus.                                                                                              |   |

| “ | Ainda que não houvesse inferno para ameaçar, nem paraíso para convidar, nem mandamento para obrigar, o justo faria o que faz pelo amor de Deus apenas | ” |
|   | — João de Ávila, Audi filia, capítulo L. |   |

### Edições modernas
As obras de João foram colecionadas em Madrid em 1618, 1757, 1792 e 1805; uma tradução francesa de d'Andilly foi publicada em Paris em 1673; e uma alemã, por Schermer, em seis volumes, em Regensburgo entre 1856 e 1881.
A "Audi, filia" foi traduzida para o inglês em 1620 e, novamente, desta vez pela estudiosa Joan Frances Gormley, em 2006.
Uma seleção de suas cartas intitulada "Cartas Espirituais" foi traduzida para o inglês em 1631 e uma edição facsimile desta obra foi lançada em 1970.

## Influência
A reputação de santidade de João e seus fervorosos esforços para reformar o clero, para fundar escolas e universidades e para catequizar os leigos serviram de inspiração para muitos reformadores posteriores, principalmente os jesuítas, cujo desenvolvimento na Espanha é atribuído à sua amizade e apoio.

### Veneração

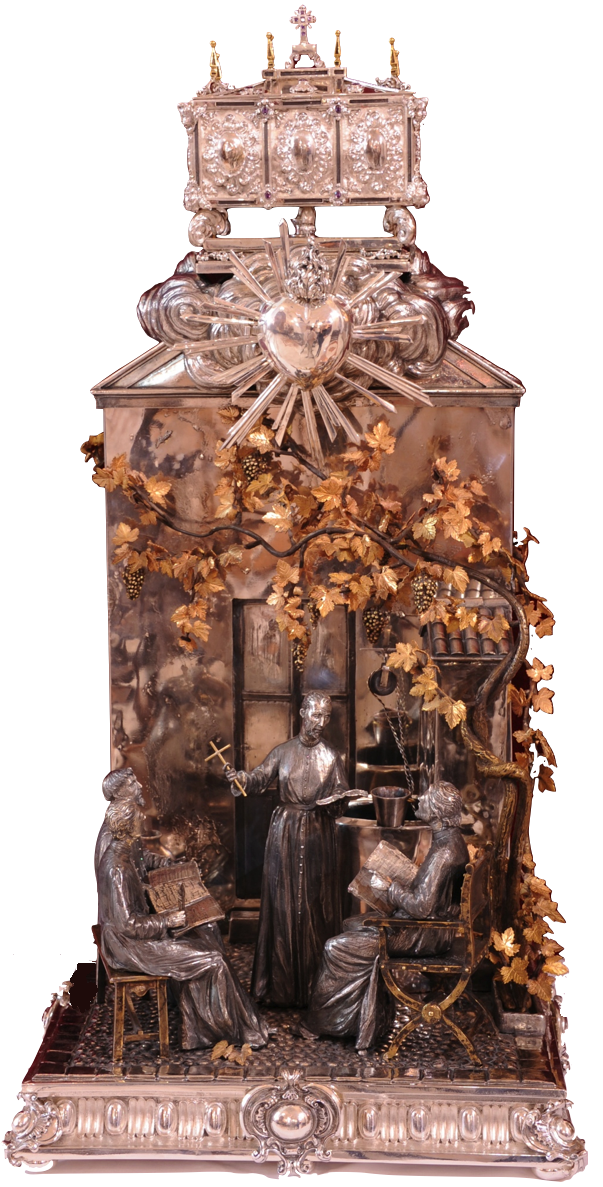
Relicário contendo o coração de São João de Ávila.

João de Ávila foi declarado venerável pelo papa Clemente XIII em 8 de fevereiro de 1759 e beato por Leão XIII em 15 de novembro de 1893. Em 31 de maio de 1970, foi canonizado pelo papa Paulo VI.
Bento XVI proclamou-o Doutor da Igreja em 7 de outubro de 2012 durante a Festa do Santo Rosário. A proclamação de dois novos doutores (a outra foi Santa Hildegarda de Bingen) foi feita pelo papa Bento diante de uma multidão de dezenas de milhares de fieis presentes na Praça de São Pedro, no Vaticano. Durante sua homilia, o papa afirmou que:
| “ | [João de Ávila era] um profundo conhecedor das Escrituras sagradas, abençoado por um ardente espírito missionário. Ele sabia como penetrar de forma singularmente profunda nos mistérios da obra redentora de Cristo pela humanidade. Um homem de Deus, uniu a oração constante à ação apostólica. Dedicou-se a pregar e à prática mais frequente dos sacramentos, concentrando sua dedicação em melhorar a formação dos candidatos ao sacerdócio, dos religiosos e dos leigos com o objetivo de promover uma frutífera reforma da Igreja. | ” |
|   | — Papa Bento XVI. |   |

### Obras de João de Ávila
- João de Ávila, Audi, filia = Listen, O daughter, tradução e introdução de Joan Frances Gormley; prólogo de Francisco Javier Martínez Fernández, (New York: Paulist Press, 2006)
- João de Ávila, Obras completas: Nueva edición crítica, vols 1-2, ed L Sala Balust and Francisco Martín Hernández, (Madrid: BAC, 2000-1) [nova edição crítica das obras de João de Ávila]
- João de Ávila, Obras completas, vols 1-6, ed L Sala Balust and Francisco Martín Hernández, (Madrid: BAC, 1970)
- El Maestro Avila: Actas del Congreso Internacional, (Madrid: Conferencia Episcopal Española, 2000)
- Fray Luís de Granada, Vida del padre maestro Juan de Avila y las partes que ha de tener un predicador del evangelio, (Madrid: Edibesa, 2000)